# Palazzo dei Mozzi
Il palazzo dei Mozzi è un edificio civile del centro storico di Firenze, situato in piazza dei Mozzi 2, al confluire delle vie di San Niccolò e dei Bardi.
Il palazzo appare nell'elenco redatto nel 1901 dalla Direzione Generale delle Antichità e Belle Arti, quale edificio monumentale da considerare patrimonio artistico nazionale, ed è tutelato da vincolo architettonico dal 1912.

## Storia

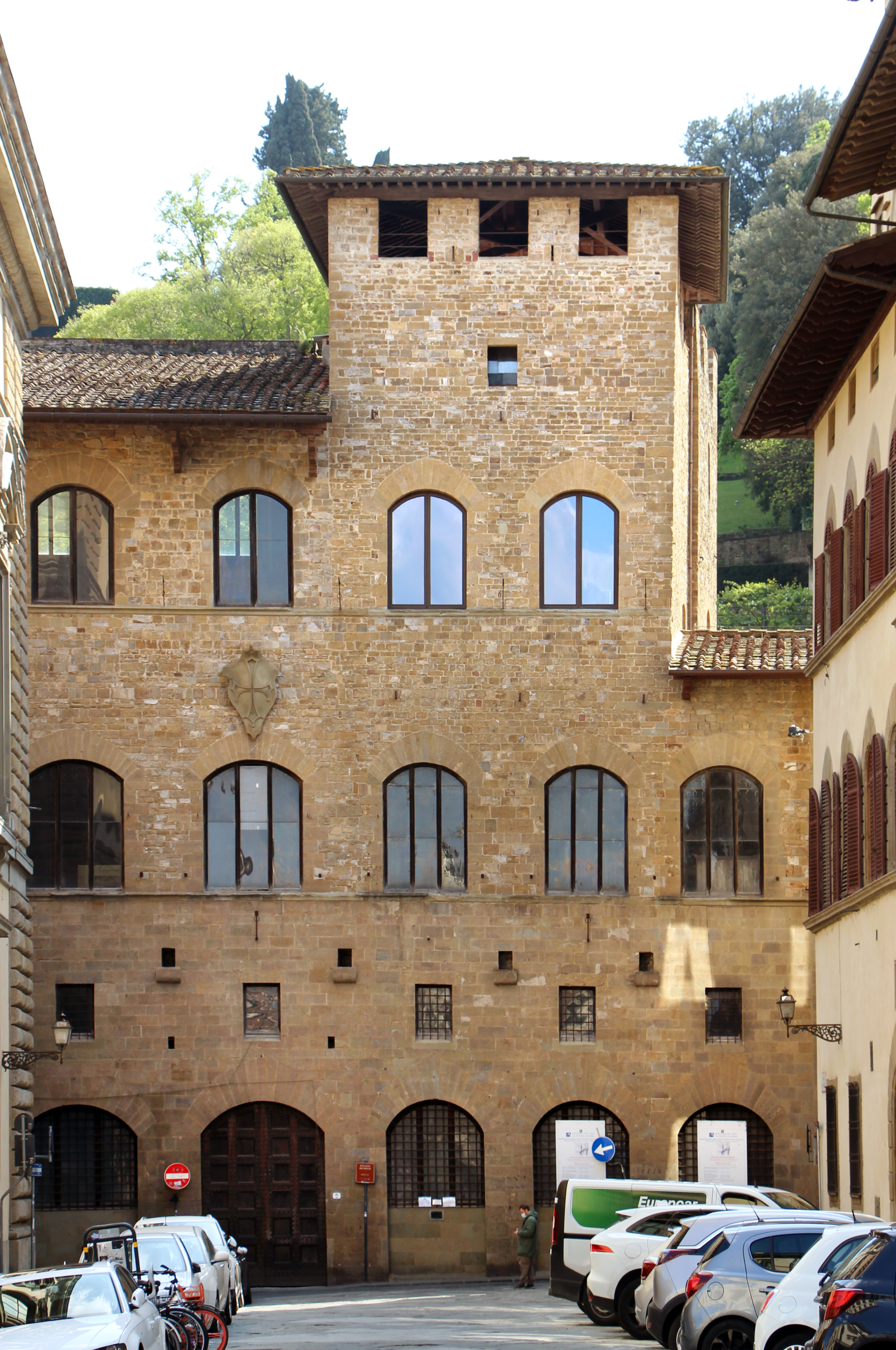
Il palazzo visto da piazza dei Mozzi

### I Mozzi
L'estesa fabbrica, risultato dell'unione tra il 1266 e 1273 di più case e torri medievali, fu fin dalle origini della ricca e potente famiglia dei Mozzi, tesorieri dei pontefici per più generazioni e quindi, nel periodo della cattività avignonese (1309-1411), punto di riferimento in città per i prelati romani. In ragione di questo ruolo il palazzo ospitò tra Duecento e Trecento personaggi famosi e potenti: papa Gregorio X nel 1273 in occasione della pace tra Guelfi e Ghibellini, il cardinale Latino Orsini nel 1286, il cardinale d'Acquasparta nel 1300, il cardinale Niccolò Alberti da Prato nel 1303 (tutti inviati papali come pacieri) Pietro d'Angiò, fratello di re Roberto d'Angiò, nel 1314 per la firma qui avvenuta della pace tra Fiorentini e Aretini, Gualtieri di Brienne duca di Atene nel 1326 e altri. Nel 1380 qui ser Ristoro rogò la pace col re Carlo III di Napoli. La forma del palazzo era decisamente più ampia rispetto alla tipica casatorre dell'epoca, degna di ospiti tanto illustri, ma non rinunciava a un severo aspetto fortificato.
Dopo un periodo di disavventure finanziarie che portò i Mozzi a dover alienare queste loro case ai primi del Quattrocento (quando furono tra gli altri dei Bardi e dei Nasi), la famiglia tornò in possesso della proprietà nel 1551 e la incrementò con l'acquisto di tutto il terreno che sale sulla collina fino alla porta San Giorgio. 
Tra la fine del Settecento e i primi dell'Ottocento il palazzo subì "profondi restauri" su progetto di Gasparo Maria Paoletti: di questo periodo sono le pitture murali recentemente recuperate nella sala madornale del primo piano, datate 1778. Ai primi dell'Ottocento Teresa dei Mozzi fu estimatrice e amica di Napoleone, e fece acuistare il grande dipinto del Giuramento dei Sassoni dinanzi all'imperatore di Pietro Benvenuti.
Il palazzofu anche la prima sede della massonica "Loggia Concordia" nata nel 1861, pochi mesi dopo la proclamazione del Regno d’Italia. Le antiche logge “Ausonia” di Torino e  “Concordia” di Firenze, ebbero un ruolo chiave nella fondazione del Grande Oriente d'Italia nel 1865, nonostante l’una fosse di impostazione monarchica e l’altra repubblicana.

### Stefano Bardini

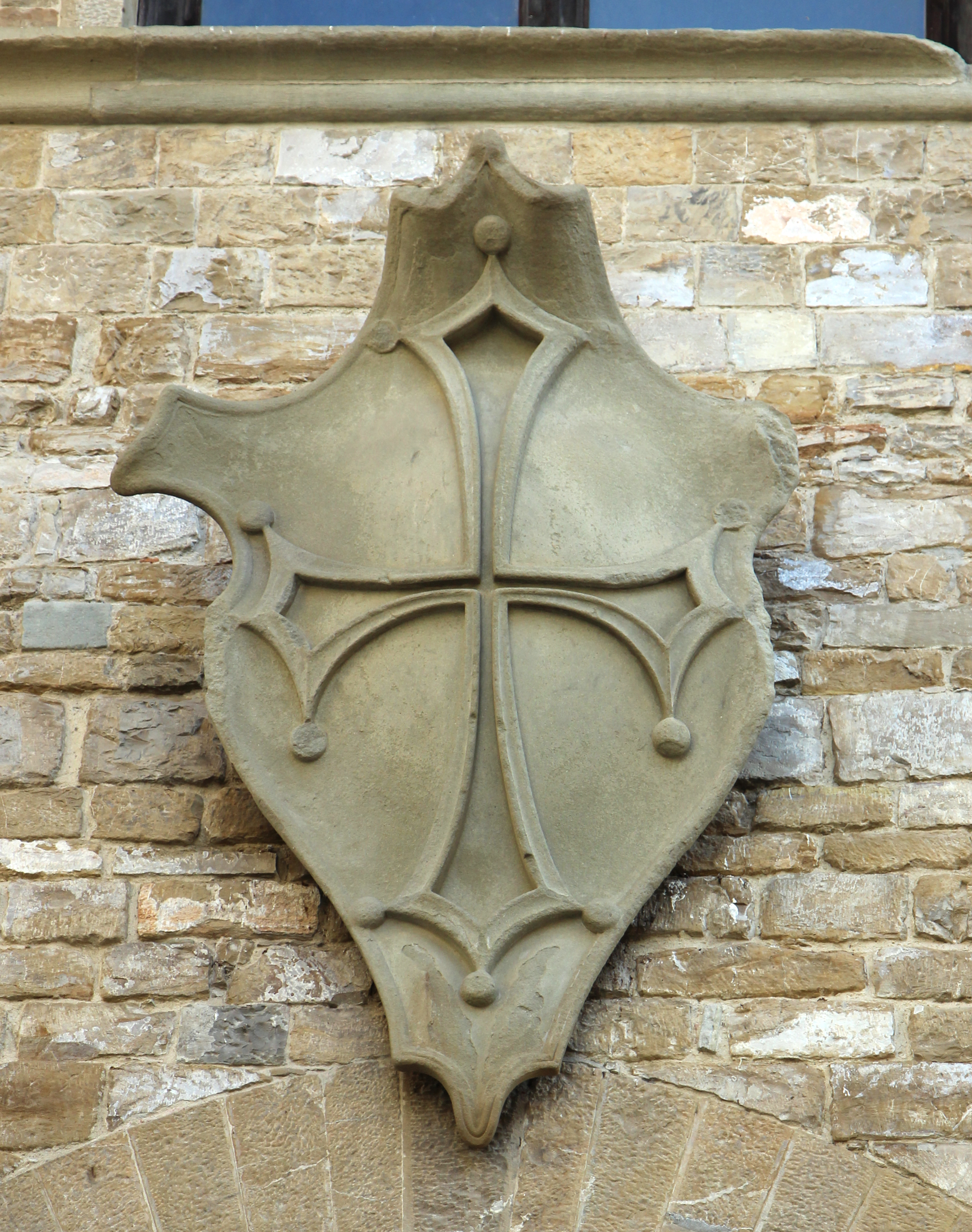
Stemma Mozzi

All'estinzione della famiglia, oramai in abbandono per un ulteriore rovescio delle fortune economiche dei proprietari, il tutto fu acquistato dalla principessa Vanda Carolath von Beuthen (1880) e quindi, nel 1913, dal collezionista e antiquario Stefano Bardini, che lo adibì a deposito delle molte opere d'arte in attesa di essere commercializzate e al tempo stesso a galleria d'esposizione, creando con l'altro palazzo Bardini che prospetta sulla piazza al n. 1, un insieme oltremodo suggestivo, con architetture che esemplificavano sia la tradizione medioevale sia quella rinascimentale. Altri spazi vennero adibiti a laboratori per il restauro e la ricomposizione delle opere. 
Alla morte di Bardini, nel 1922, l'antiquario indicò nel figlio Ugo l'erede e tuttavia stabilì che dopo di lui i possessi e le collezioni fossero devolute a istituzioni culturali. Per quanto riguarda nello specifico palazzo Mozzi, la ricchezza delle opere d'arte conservate fecero tuttavia sperare nell'immediata apertura di un nuovo museo, così come auspicava nella sua guida del 1924 Augusto Garneri: "auguriamoci che non ci voglia una ventina d'anni per aprirlo al pubblico".

### Vicende successive
In realtà il palazzo rimase per lungo tempo in abbandono per una lunga controversia ereditaria, fino a che fu acquisito dallo Stato nel 1996. 
Nei primi mesi del 2020, dopo un lungo cantiere di restauro interno ed esterno, il complesso è diventato sede del Segretariato Regionale per la Toscana e della Direzione regionale Musei nazionali Toscana del Ministero della Cultura.

## Descrizione

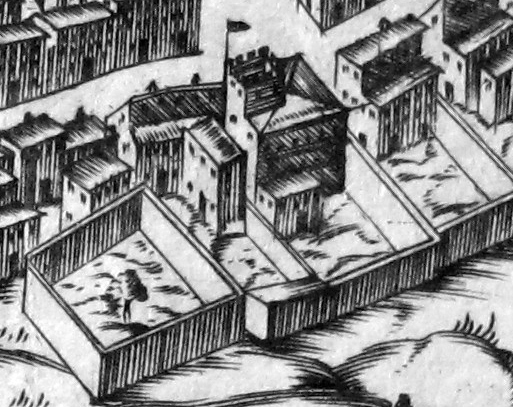
Palazzo Mozzi nella pianta del Buonsignori (1594)

Tra gli esempi più notevoli dello stile di transizione sviluppatosi tra l'ultimo quarto del Duecento e agli inizi del Trecento, è una specie di grande palazzo-fortezza con caratteri da una parte ancora riferibili all'architettura delle torri dall'altra ai grandi palazzi pubblici che si stavano costruendo in quel periodo (come il palazzo del Bargello o il palazzo dei Priori). Ai caratteri propri dell'architettura duecentesca sono stati improntati nel corso dell'Ottocento e del primo Novecento una serie di interventi che, sul fronte, hanno eliminato quanto vi era di non consono all'immagine di una struttura medievale. 
Così, ad esempio, al tempo della proprietà Carolath von Beuthen, furono tolte le grandi finestre inginocchiate che erano andate a segnare il piano terreno tra Cinquecento e Seicento, così come tutti "i barocchi deturpamenti", avendo gli interventi come dichiarato intendimento - a dispetto di quanto il tempo e la storia avevano prodotto - quello di riportare "al suo pristino splendore il severo e turrito palagio che sorge a guardia dell'antico Ponte alle Grazie". A questo periodo risale anche l'eliminazione del coronamento a merli guelfi della torre, segnalato dalle guide fino al 1850. 
Oggi il palazzo si mostra quale straordinaria quinta della piazza intitolata ai Mozzi, con una severa e lunga facciata a piccole bozze squadrate, interrotta al centro dall'alta torre merlata e segnata al piano terreno dalla successione ininterrotta dei fornici, con tettoie aggettanti che profilano le masse articolate e asimmetriche, come si conviene all'immagine che del Medioevo si è avuta durante il Romanticismo. 
Al centro della facciata è un grande scudo con l'arme dei Mozzi (alla croce di Tolosa, qui senza smalti). Nonostante il fronte sia stato negli ultimi anni perfettamente godibile nella sua monumentalità (e oltre le finestre si siano potuti apprezzare scorci di soffitti e pareti affrescate nel Settecento), solo nel 2020 si è portato a fine un complesso intervento di restauro degli spazi interni, condotto dalla Soprintendenza per i Beni Architettonici e Paesaggistici su progetto e direzione dei lavori dell'architetto Fiorella Facchinetti e quindi dell'architetto Gabriele Nannetti. 
Dietro il palazzo si estende un grande giardino collinare in forte pendenza che fu acquistato dalla famiglia nel XVI secolo ed era originariamente un uliveto. Oggi fa parte del giardino Bardini.

## Bibliografia

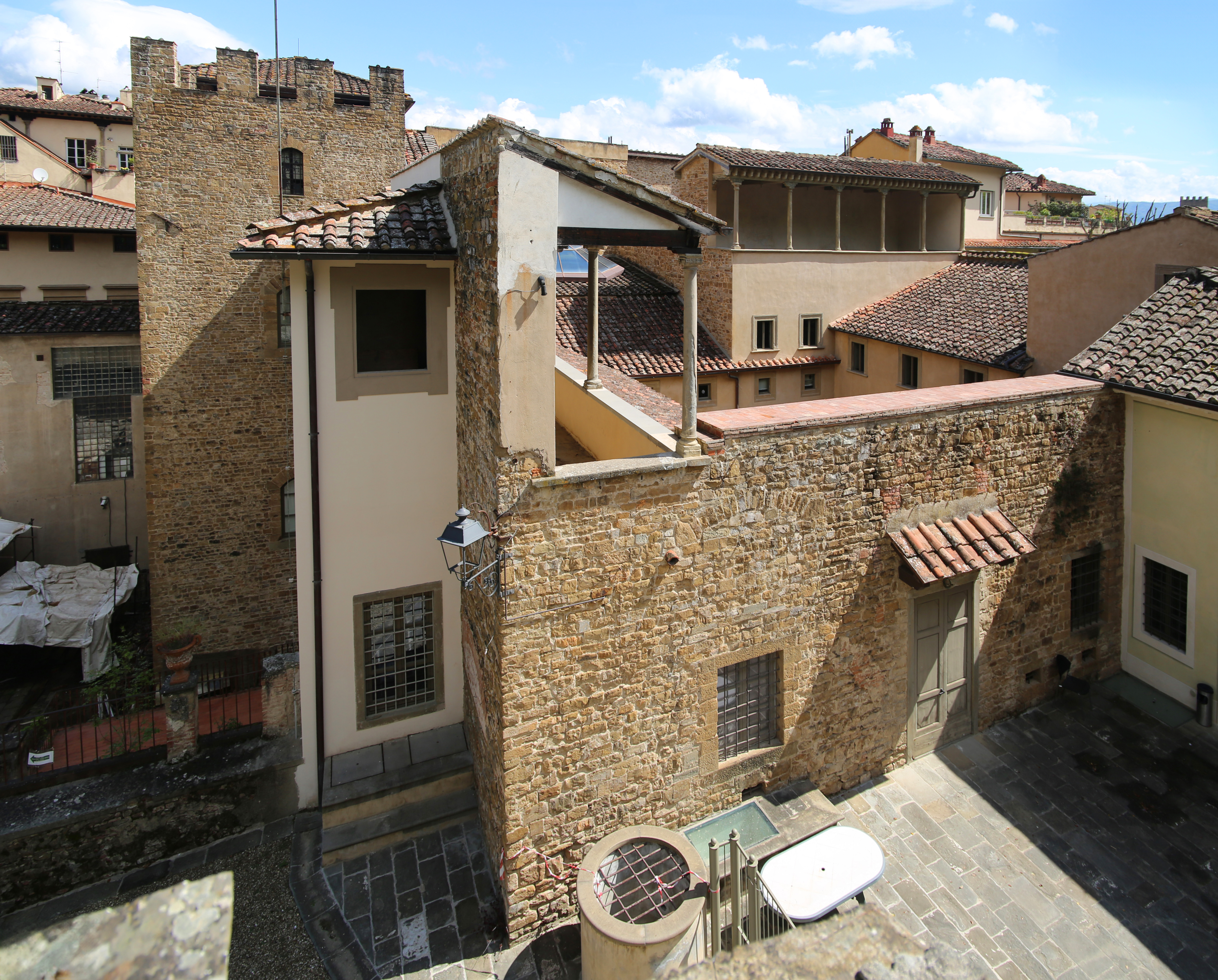
Il retro del palazzo visto dal giardino Bardini

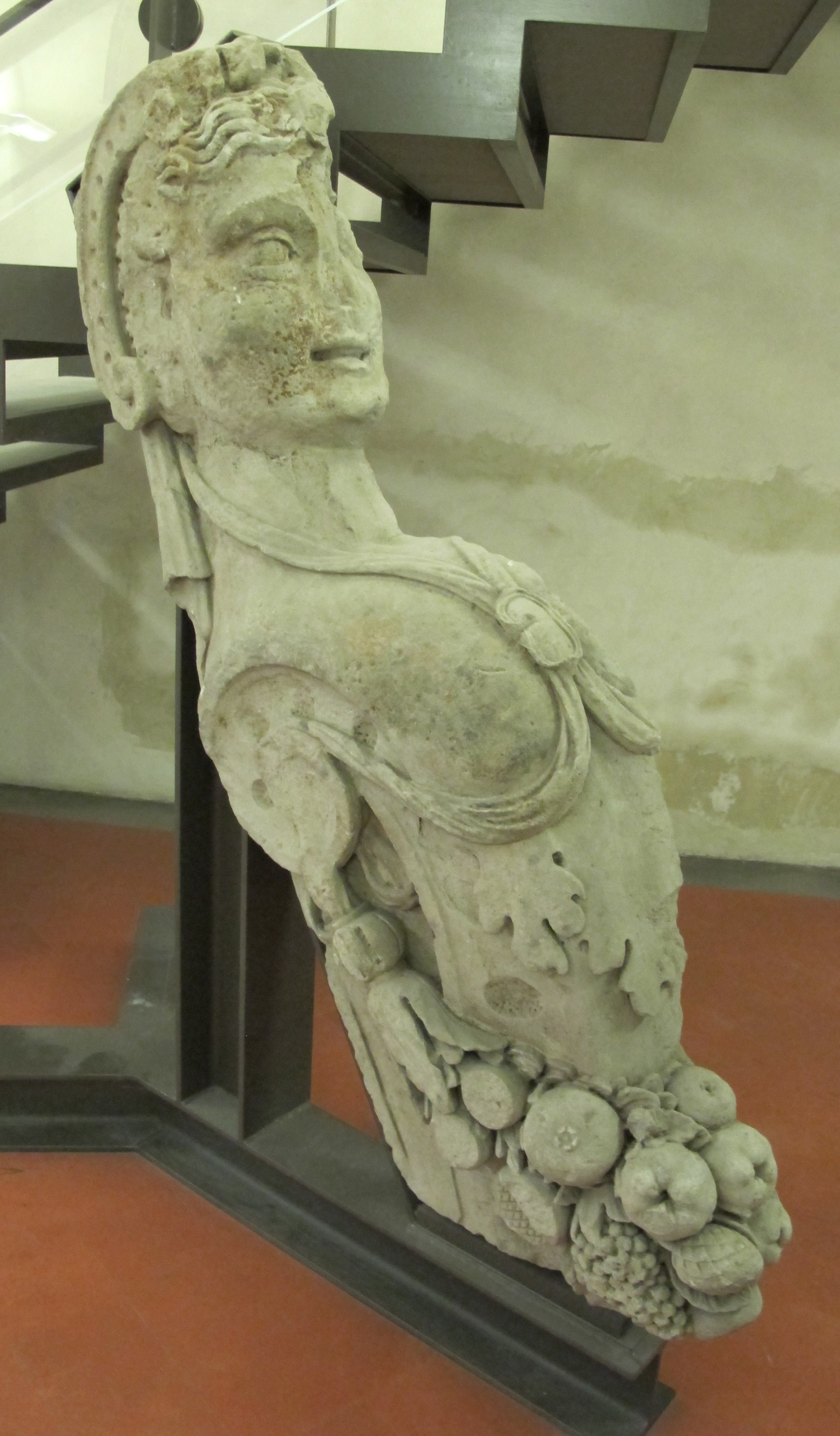
Mensolone del tempo di Stefano Bardini, all'interno del palazzo